# روت بوي سليم
روت بوي سليم (بالإنجليزية: Root Boy Slim)‏ هو مغني وكاتب أغاني أمريكي، ولد في 9 يوليو 1944 في آشفيل في الولايات المتحدة، وتوفي في 8 يونيو 1993 في أورلاندو في الولايات المتحدة.

## وصلات خارجية
- روت بوي سليم على موقع ميوزك برينز (الإنجليزية)
- روت بوي سليم على موقع ديسكوغز (الإنجليزية)